# 中華民國駐沙烏地阿拉伯大使列表
本列表為中華民國駐沙烏地阿拉伯王國歷任大使與代表名錄。兩國已無正式外交關係。

## 無邦交時期

### 代表機構
1990年7月22日，兩國斷交後，於7月29日開始就互設新機構事宜進行磋商，經過5次正式會談達成協議，於1991年1月6日簽署備忘錄。兩國在對方首都設立代表機構，並同意給予新機構與人員特權豁免待遇、保障所有公務使用的動產與不動產之安全。
1991年2月13日，中華民國於首都利雅德設立具大使館功能的駐沙烏地阿拉伯王國臺北經濟文化代表處（Taipei Economic and Cultural Representative Office in the Kingdom of Saudi Arabia），另於第二大城設立代表處吉达分處（2017年7月27日關閉）。

### 歷任代表（1991年至今）
| 姓名   | 任命           | 到任           | 免職          | 離任          | 外交銜級 對外名義 | 外交職務 本職職務 | 備註       | 備註 |
| ------ | -------------- | -------------- | ------------- | ------------- | ----------------- | ----------------- | ---------- | ---- |
| 葉家梧 | 1991年2月13日  | 1991年2月5日   |               | 1995年5月19日 | 代表              | 代表              | 轉特任代表 |      |
| 葉家梧 | 1995年5月19日  | 1995年5月19日  |               | 1998年        | 代表              | 代表              |            |      |
| 王維傑 |                | 1999年         |               | 2004年1月16日 | 代表              | 代表              |            |      |
| 楊勝宗 | 2003年12月12日 | 2004年1月30日  | 2009年8月21日 | 2009年11月1日 | 代表              | 代表              |            |      |
| 趙錫麟 |                | 2009年11月15日 |               | 2012年7月     | 代表              | 副代表            |            |      |
| 林進忠 | 2012年5月7日   | 2012年7月30日  |               | 2015年7月28日 | 代表              | 代表 特命全權大使 | [ 註 1 ]   |      |
| 馬超遠 |                | 2015年10月4日  |               | 2017年6月     | 代表              | 特命全權大使      |            |      |
| 鄧盛平 |                | 2017年6月14日  |               | 2024年8月     | 代表              | 特命全權公使      |            |      |
| 張治平 |                | 2024年8月      |               | 現任          | 代表              | 特命全權公使      |            |      |

## 外部連結
- 駐沙烏地阿拉伯王國臺北經濟文化代表處（Facebook、Twitter）